# Scheller (Familienname)
Scheller ist ein deutscher Familienname.

## Namensträger
- Andreas Scheller (1894–1977), deutscher Ethnologe und Fotograf
- Arthur Scheller (1876–1929), österreichischer Astronom
- Benjamin Scheller (* 1969), deutscher Historiker
- Bente Scheller (* 1975), deutsche Politikwissenschaftlerin
- Bernhard Scheller (1852–1907), deutscher Bauunternehmer und Architekt
- Carl Scheller (1813–nach 1874), deutscher Spielwarenfabrikant
- Christian August Scheller (1769–1848), deutscher Jurist und Beamter
- David Scheller (* 1971), deutscher Schauspieler
- Dennis Scheller-Boltz (* 1977), deutscher Slawist, Sprach- und Übersetzungswissenschaftler
- Emil Scheller (1880–1942), Schweizer Maler und Zeichner
- Ernst Scheller (1899–1942), deutscher Historiker und Politiker (NSDAP), Oberbürgermeister von Marburg
- Ferdinand Scheller (Instrumentenbauer) (Ferdinand Eduard Theodor Scheller; 1807–1887), deutscher Instrumentenbauer und Erfinder
- Ferdinand Scheller (Journalist) (1839–1922), deutscher Journalist und Stifter
- Frieder W. Scheller (* 1942), deutscher Chemiker
- Friedrich Ernst Scheller (1791–1869), deutscher Jurist und Politiker
- Fritz Scheller (Politiker) (1909–1992), deutscher Politiker (SED), Oberbürgermeister von Karl-Marx-Stadt
- Fritz Scheller (Radsportler) (1914–1997), deutscher Radrennfahrer
- Georg Scheller (Regierungspräsident) (1851–1937), deutscher Verwaltungsbeamter
- Georg Scheller (Betriebswirtschaftler) (1895–1955), deutscher Betriebswirtschaftler
- Gerhard Scheller (* 1958), deutscher Radrennfahrer
- Gerlind Scheller (* 1967), deutsche Synchronschwimmerin
- Hans Scheller (1906–1988), deutscher Polizist, siehe Geschichte der Stadt Neustadt an der Aisch #Nationalsozialismus
- Hans Scheller (1913–1945), Major, im Zusammenhang mit dem Sprengungsversuch der Ludendorff-Brücke standgerichtlich verurteilt und hingerichtet. Urteilsrevision durch das LG Landshut am 2. Februar 1967.
- Hans-Jürgen Scheller (1930–2013), deutscher Schriftsteller, siehe Hans-Jürgen Heise
- Hansruedi Scheller (1931–2007), Schweizer Ruderer
- Hanns Walter Scheller (1896–1964), Schweizer Maler, Zeichner und Radierer
- Heinrich Scheller (Mediziner) (1901–1972), deutscher Neurologe, Psychiater und Hochschullehrer
- Heinrich Scheller (Ruderer) (1929–1957), Schweizer Ruderer
- Heinrich Richard Scheller (1824–1893), deutscher Fabrikant und Politiker (NLP), MdL Sachsen
- Henrik Scheller (* 1972), deutscher Politikwissenschaftler und Hochschullehrer
- Herbert Scheller (1948–2023), deutscher Fußballspieler
- Hermann Scheller (1637–1687), deutscher Holzbildhauer
- Immanuel Johann Gerhard Scheller (1735–1803), deutscher Philologe und Lexikograf
- Ingo Scheller (1938–2024), deutscher Didaktiker und Hochschullehrer
- Johann Daniel Scheller (1758–1837), deutscher Chirurg
- Johann Siegismund Scheller (auch Johann Sigismund Scheller; † 1781), deutscher Jurist und Amtmann
- Jörg Scheller (* 1979), deutscher Kunstwissenschaftler, Journalist und Musiker
- Jürgen Scheller (1922–1996), deutscher Kabarettist, Schauspieler und Synchronsprecher
- Karl Scheller (1773–1843), deutscher Mediziner und Sprachforscher
- Kathrin Wörle-Scheller (* 1984), deutsche Tennisspielerin
- Kay Scheller (* 1960), deutscher Politiker (CDU)
- Kurt Scheller (1932–2003), Schweizer Fußballspieler
- Ludwig Scheller (1906–1982), deutscher Heimatpfleger
- Mary Scheller (1858–1933), deutsche Schauspielerin
- Matthias Scheller (* 1964), deutscher Betriebswirtschaftler und Manager
- Meinrad Scheller (1921–1991), Schweizer Indogermanist
- Otto Scheller (1876–1948), deutscher Elektroingenieur und Erfinder
- Richard H. Scheller (* 1953), US-amerikanischer Biochemiker und Neurowissenschaftler
- Robert von Scheller-Steinwartz (1865–1921), deutscher Diplomat, Politiker und Hochschullehrer
- Rolf Scheller, deutscher Fernsehjournalist
- Rudolf Scheller (1822–1900), deutscher Nahrungsmittelfabrikant
- Rudolf Scheller (Maler) (1889–1984), deutscher Maler, Grafiker und Holzschneider
- Sarah Scheller, australische Drehbuchautorin und Fernsehproduzentin
- Steffen Scheller (* 1969), deutscher Beamter und Bürgermeister
- Thilo Scheller (1897–1979), deutscher Lehrer und Schriftsteller
- Tjark Scheller (* 2002), deutscher Fußballspieler
- Walter Scheller (1892–1944), deutscher Generalleutnant
- Will Scheller (1890–1937), deutschsprachiger Schriftsteller, Dichter und Herausgeber
- Wolfgang Scheller (* 1947), deutscher Fußballspieler
- Wolfram Scheller (* 1975), deutscher Schauspieler